# Han Gan
Nota: en els noms xinesos el cognom va al davant.

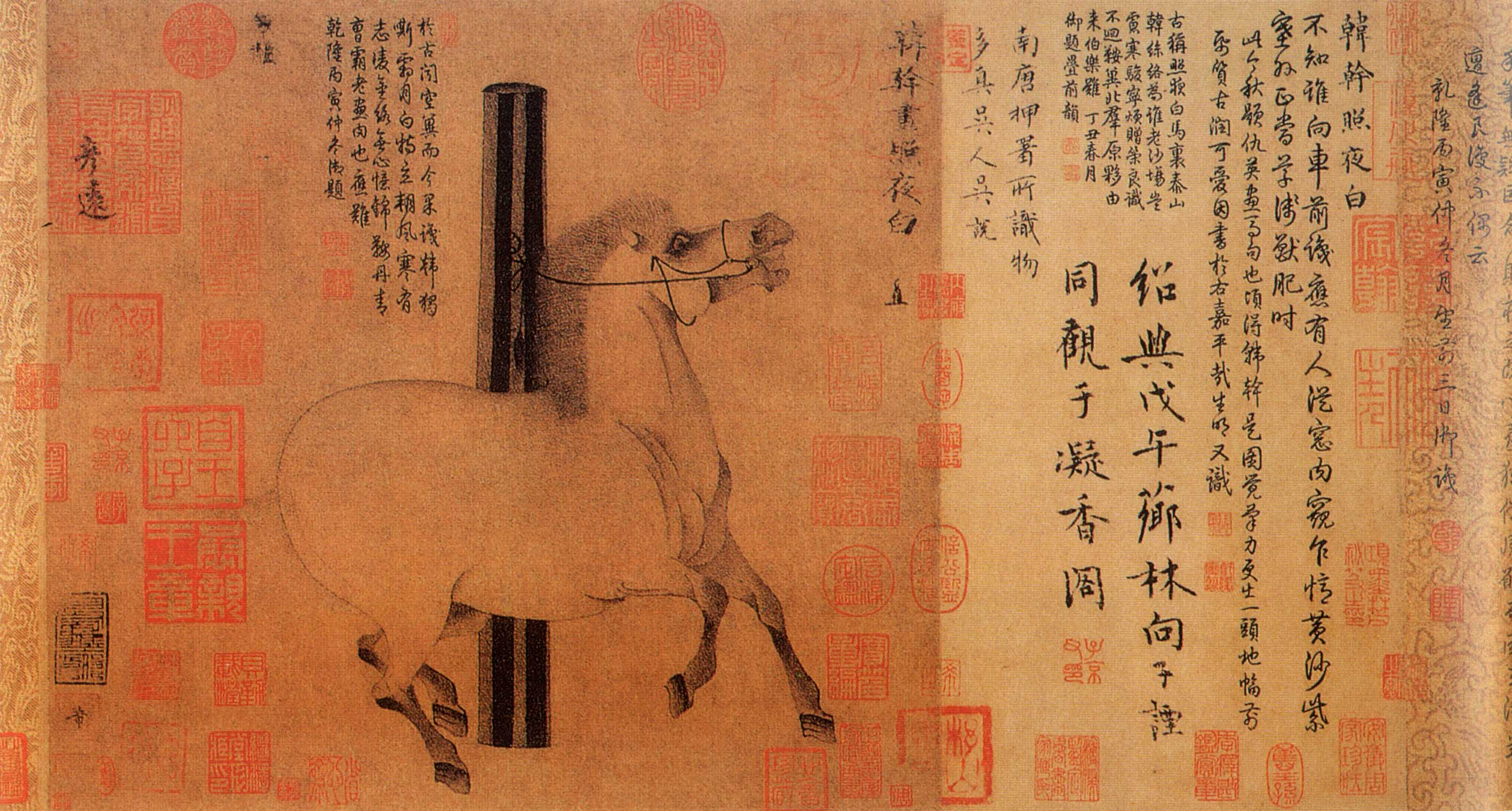
"Night-Shining White ",un dels corsers favorits de l'emperador Xuanzong dels Tang, Museu Metropolità d'Art de Nova York.

Han Gan (xinès simplificat: 韩干; xinès tradicional: 韓幹; pinyin: Hán Gàn) fou un pintor xinès sota la dinastia Tang.
Es coneixen poques detalls biogràfics d'aquest artista. D'origen humil, segons unes fonts era oriünd de Lantian a Chang'an, actualment Xi'an, província de Shaanxi o de Daliang, avui Kaifeng, provínvia de Henan. Va néixer vers l'any 706 i va morir el 783, Han va ser pintor de la cort dels Tang. A l'hemisferi sud del planeta Mercuri, al seu honor té dedicat el cràter “Han Kan”.

Han Gan va pintar retrats i temes budistes i taoïstes, però se'l recorda sobretot per les seves pintures de cavalls els quals els representava tan físicament com amb el seu esperit creant un estil propi que va influenciar a artistes posteriors. Quan era jove, gràcies al poeta Wang Wei va poder adquirir coneixements artístics, essent un dels seus mestres Cao Ba.

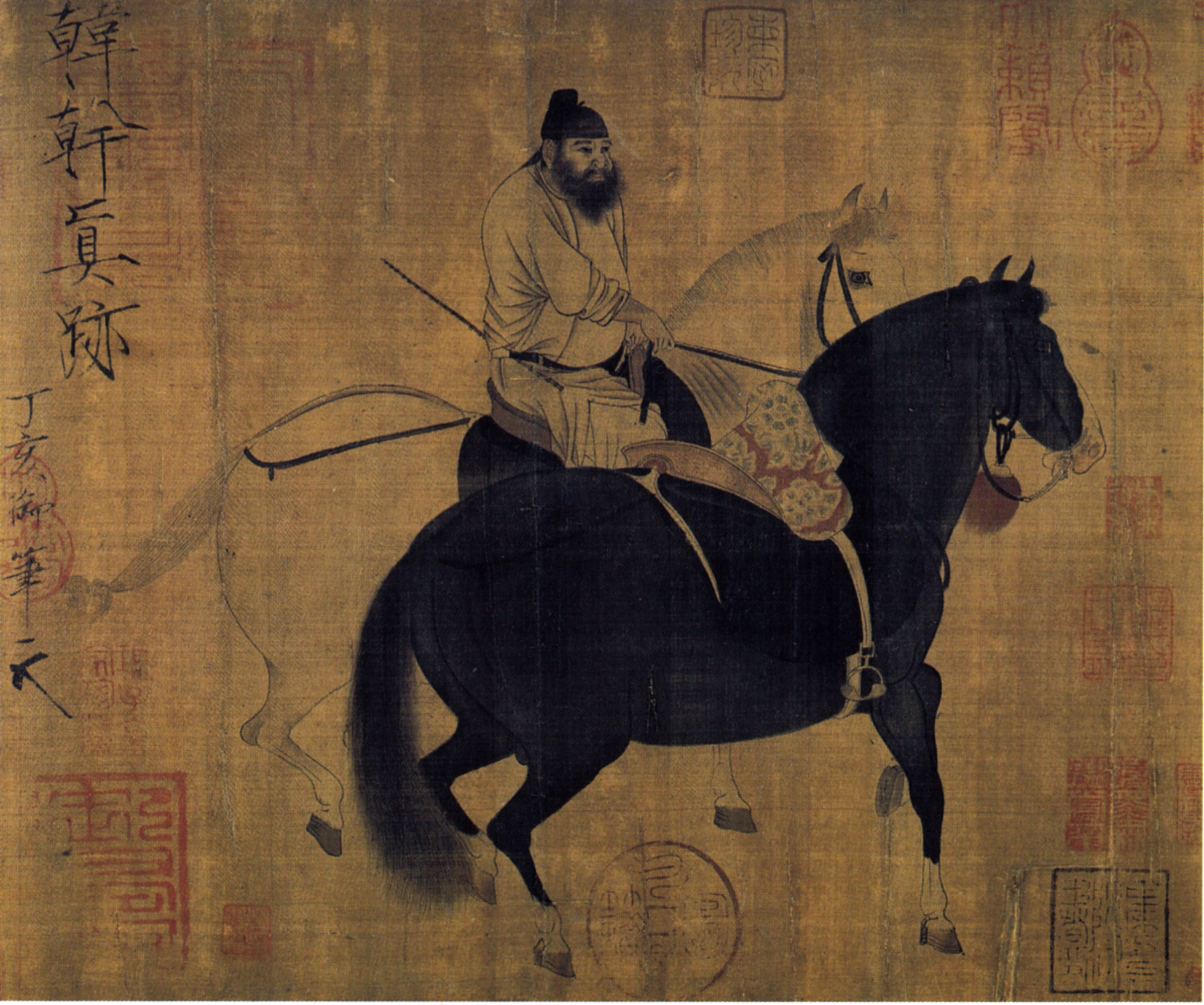
”Palafrener passejant dos cavalls”. Museu Nacional del Palau (Taipei).